# ایلیکافه
ایلیکافه (انگلیسی: Illy) شرکت صنایع غذایی ایتالیایی است، که در سال ۱۹۳۳ توسط فرانچسکو ایلی تأسیس شد.